# 约翰·伯恩哈德·费舍尔·冯·埃尔拉赫

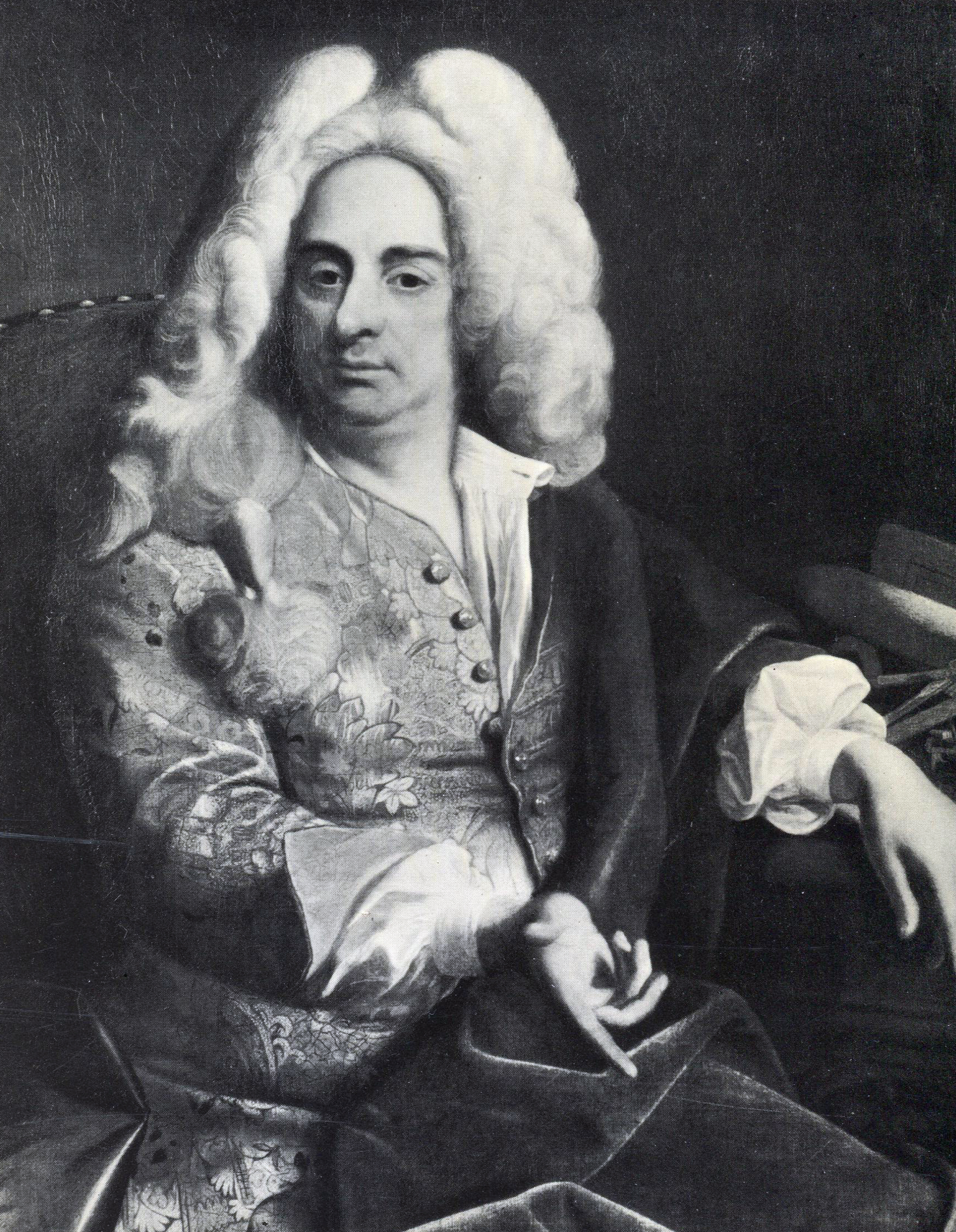
约翰·伯恩哈德·费舍尔·冯·埃尔拉赫

约翰·伯恩哈德·费舍尔·冯·埃尔拉赫（1656年7月20日 - 1723年4月5日）是一位奥地利建筑师、雕塑家、雕刻家。维也纳的美泉宫、圣嘉禄堂、奥地利国家图书馆以及萨尔茨堡的天主圣三堂、大学教堂等建築都是他負責設計的。